# Port de Venise
Le port de Venise est un des plus importants d’Italie pour le volume du trafic commercial et un des plus importants de l’Adriatique et Méditerranée en ce qui concerne le secteur des croisières.

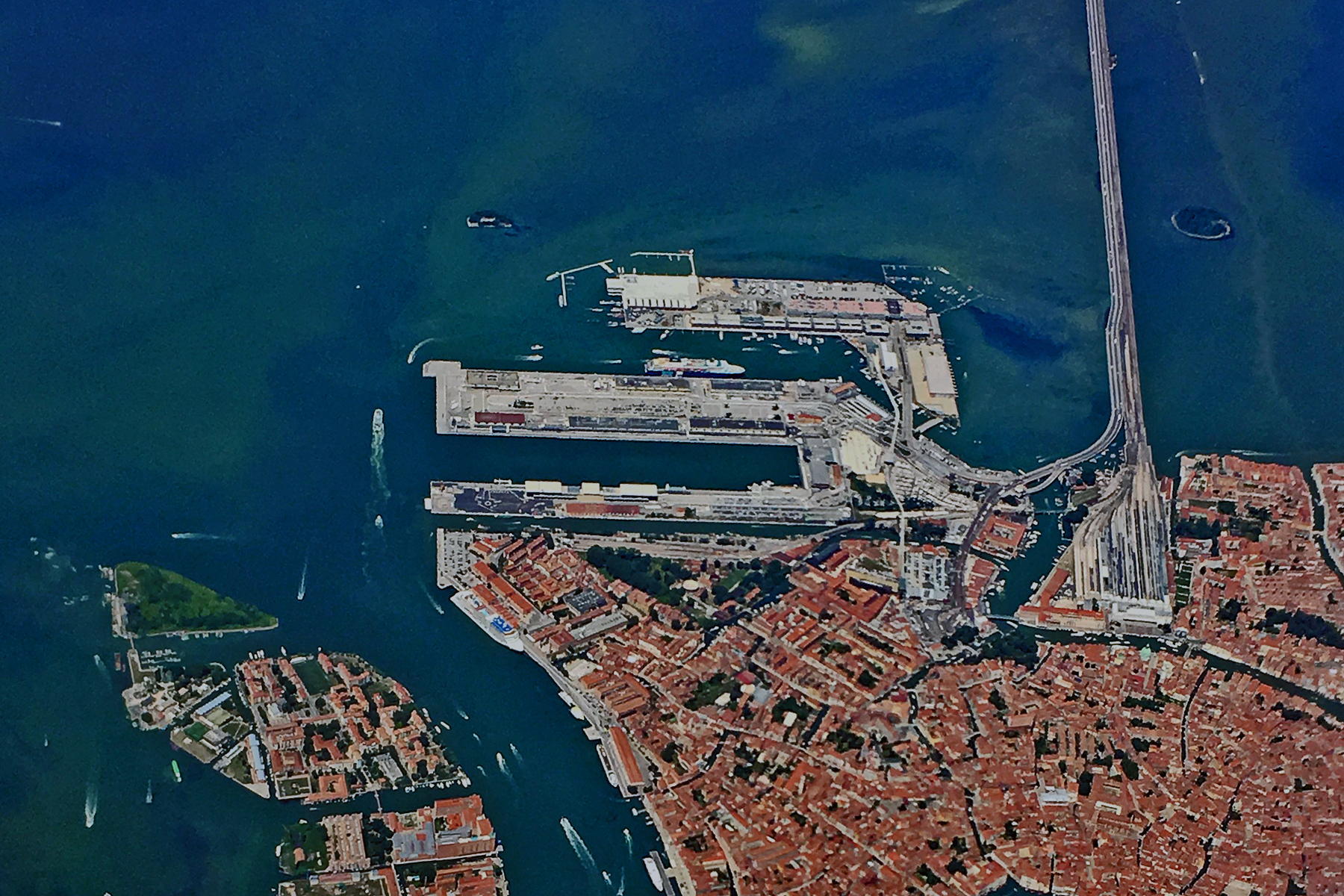
Vue aérienne du terminal passagers

## Configuration
L'accès est assuré par les trois entrées des ports de :
- Lido-San Nicolò
- Malamocco-Alberoni
- Pellestrina-Chioggia

Les quais sont répartis sur diverses zones selon les fonctions :
- sur la terre ferme, à Marghera (45° 27′ 00″ N, 12° 16′ 30″ E), se concentre le trafic commercial, spécialement par porte-conteneurs et pétroliers qui alimentent l'interport et la zone industrielle. Depuis juillet 2007, peuvent y accéder les navires de 260 mètres, contre les 220 d’avant, grâce aux travaux d’excavation effectués sur le Canal des Pétroliers qui relie Port Marghera à l’entrée du port de Pellestrina.
- dans le centre historique, à la Station Maritime (45° 26′ 03″ N, 12° 18′ 30″ E), accostent les traghetti pour la Grèce et la Turquie et les grands navires de croisière. Sont disponibles: 4 embarcadères pour traghetto et 6 embarcadères pour les navires de croisières ; pour des navires ne dépassant pas les 304 mètres.
- toujours au centre historique, le long de la “riva dei Sette Martiri” (45° 25′ 50″ N, 12° 21′ 10″ E) se trouvent amarrés les grands yacht privés et occasionnellement des navires de croisières et unités militaires en face de l’arsenal.

Le port est interconnecté avec la zone industrielle de Marghera, en outre son bassin comprend de nombreux chantiers navals de construction et de réparation, présents à Marghera, Venise et Pellestrina. C’est le siège des activités de la Marine militaire italienne avec la présence de l'ex-Arsenal Militaire Maritime, aujourd'hui le siège de l'Institut d’études Militaires Maritimes et du Musée historique naval de Venise, et de l’École navale militaire Francesco Morosini.
On y accède par les entrées des ports du Lido, pour la cité historique, et de Malamocco à la zone industrielle par le canal des pétroliers.
Les embouchures sont actuellement en phase de grande reconfiguration pour le projet Mose, avec la création des nouvelles digues pour réduire l’influence du Sirocco et des ports de refuge et bassins aptes à consentir le trafic même dans quand les barrages mobiles contre l'acqua alta.

## Trafic
En 2006
, le port a eu un trafic de 30 936 931 tonnes, avec environ 14 541 961 tonnes dans le secteur commercial, avec 316 641 Twenty-Foot Equivalent Unit (TEU) et 1 453 513 passagers, 5 033 484 tonnes dans le secteur industriel et 11 361 476 tonnes dans celui du pétrole.
Au total, sont passés par Venise (en 2006), 4 998 navires, dont 1 337 de passagers 

## Galerie

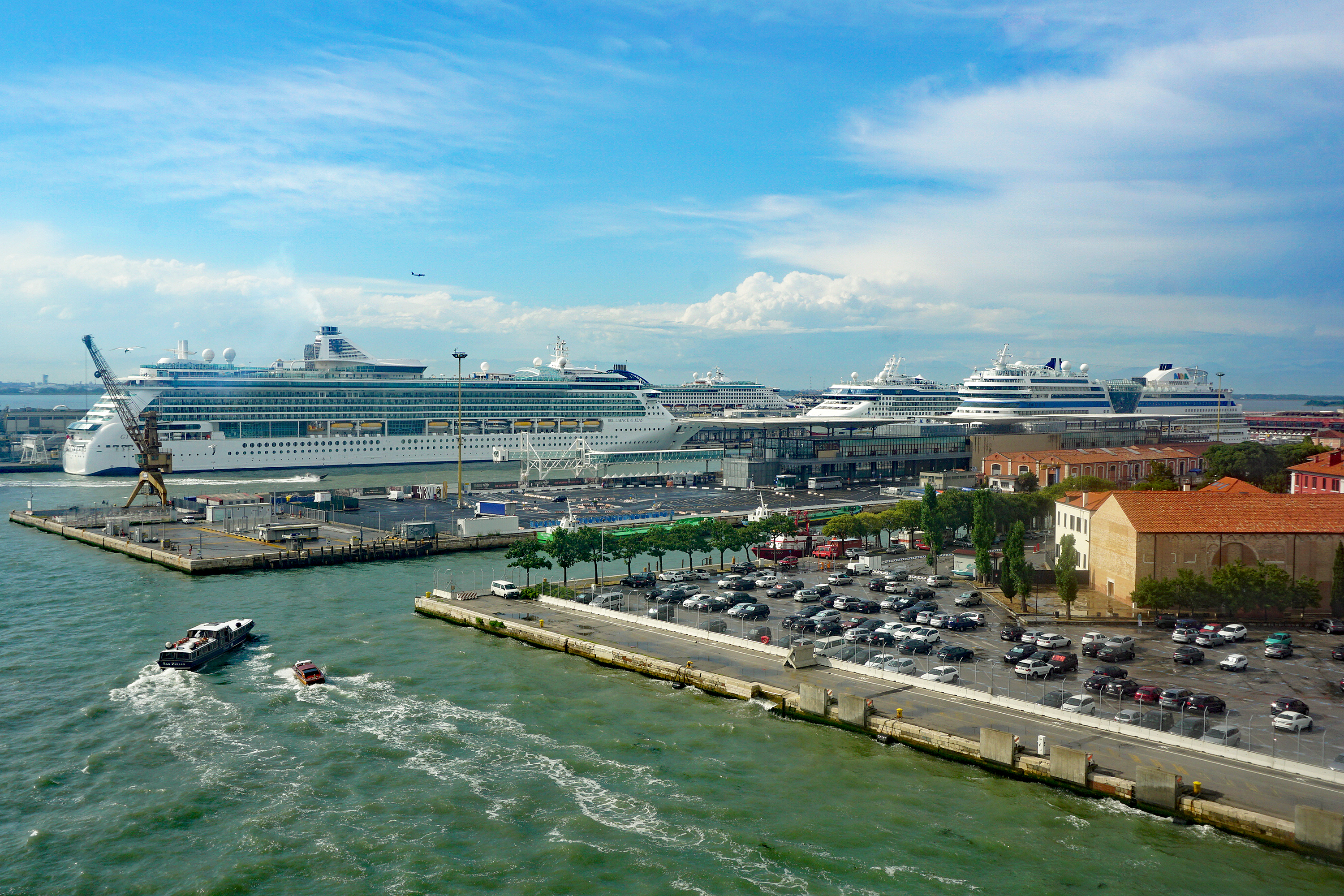
Terminal passagers du port de Venise
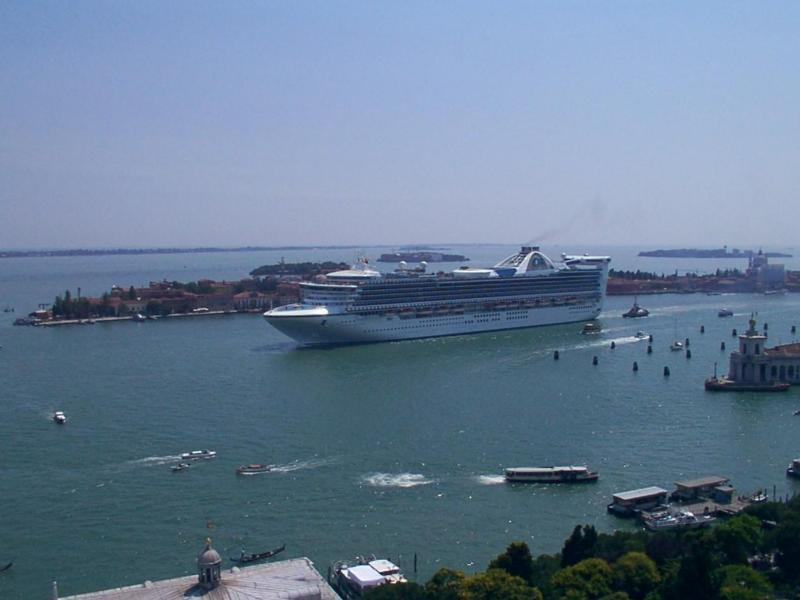
Navire de croisière en sortie du port du bassin San Marco
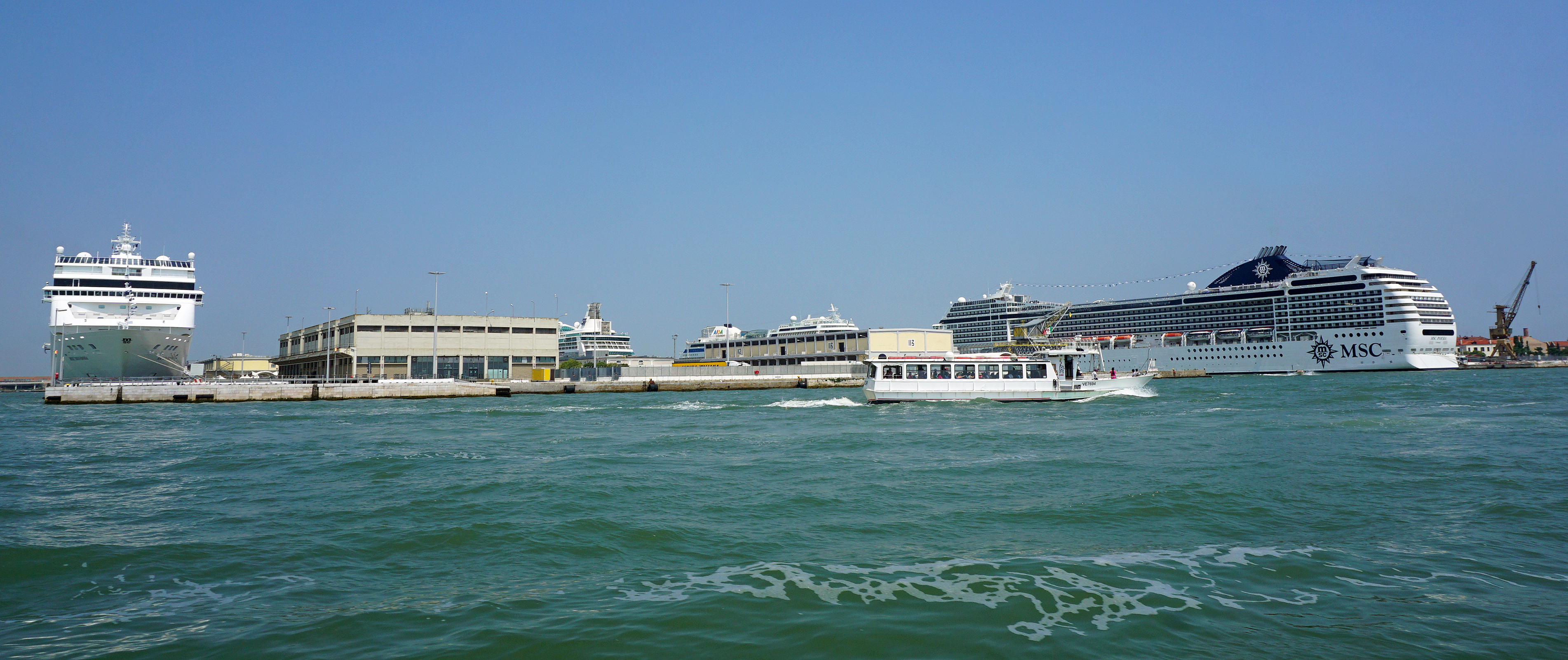
Terminal passagers du port de Venise